# Theodor-Fliedner-Heim

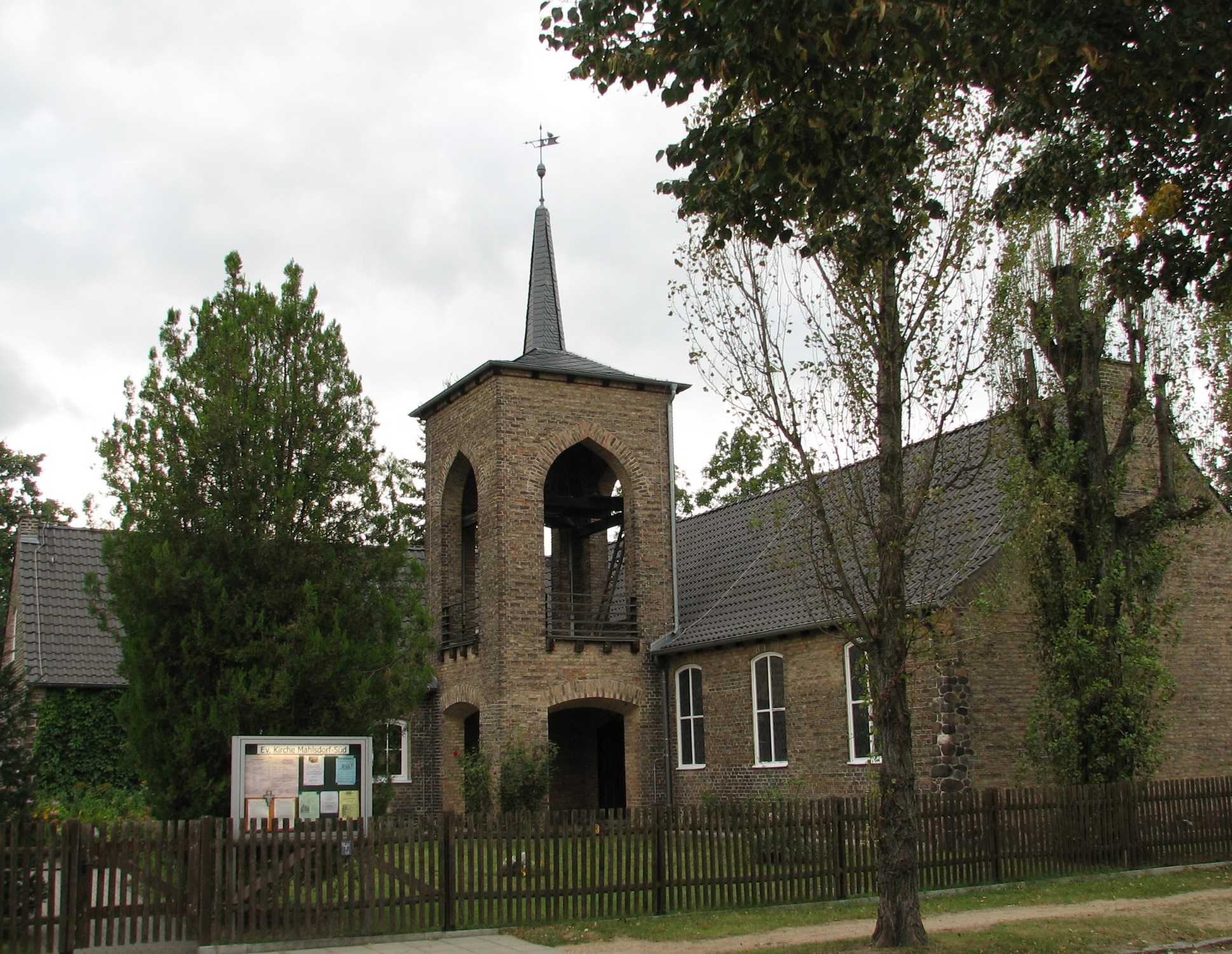
Theodor-Fliedner-Heim

Das 1936–1937 errichtete Theodor-Fliedner-Heim wurde von Otto Risse im Stil der Heimatschutzarchitektur entworfen. Es befindet sich in der Schrobsdorffstraße 35/36 im Berliner Ortsteil Mahlsdorf des Bezirks Marzahn-Hellersdorf. Das unter Denkmalschutz stehende Gebäude ist eine von drei Kirchen der evangelischen Kirchengemeinde Mahlsdorf.

## Geschichte
Die Dorfkirche in der Ortsmitte war von der Eigenheimsiedlung Mahlsdorf-Süd, die in den 1920er und 1930er Jahren stark angewachsen war, weit entfernt. Um den dortigen Einwohnern die Teilnahme am kirchlichen Leben zu ermöglichen, wurde beschlossen, vor Ort ein kleines Gemeindezentrum zu errichten. Der Verband der evangelischen Gemeinden Berlins als Bauherr beauftragte Otto Risse, von dem bereits mehrere evangelische Gemeindeheime in Berlin stammten, mit dem Entwurf. Im Unterschied zur Kirche, die häufig nur am Sonntag geöffnet war, sollte das Gemeindezentrum auch im Alltag genutzt werden. Das Gemeindezentrum wurde später nach Theodor Fliedner benannt, dem Gründer des ersten Diakonissenhauses. Das im Zweiten Weltkrieg beschädigte Gebäude wurde in den 1950er Jahren wiederhergestellt und umgebaut.

## Baubeschreibung

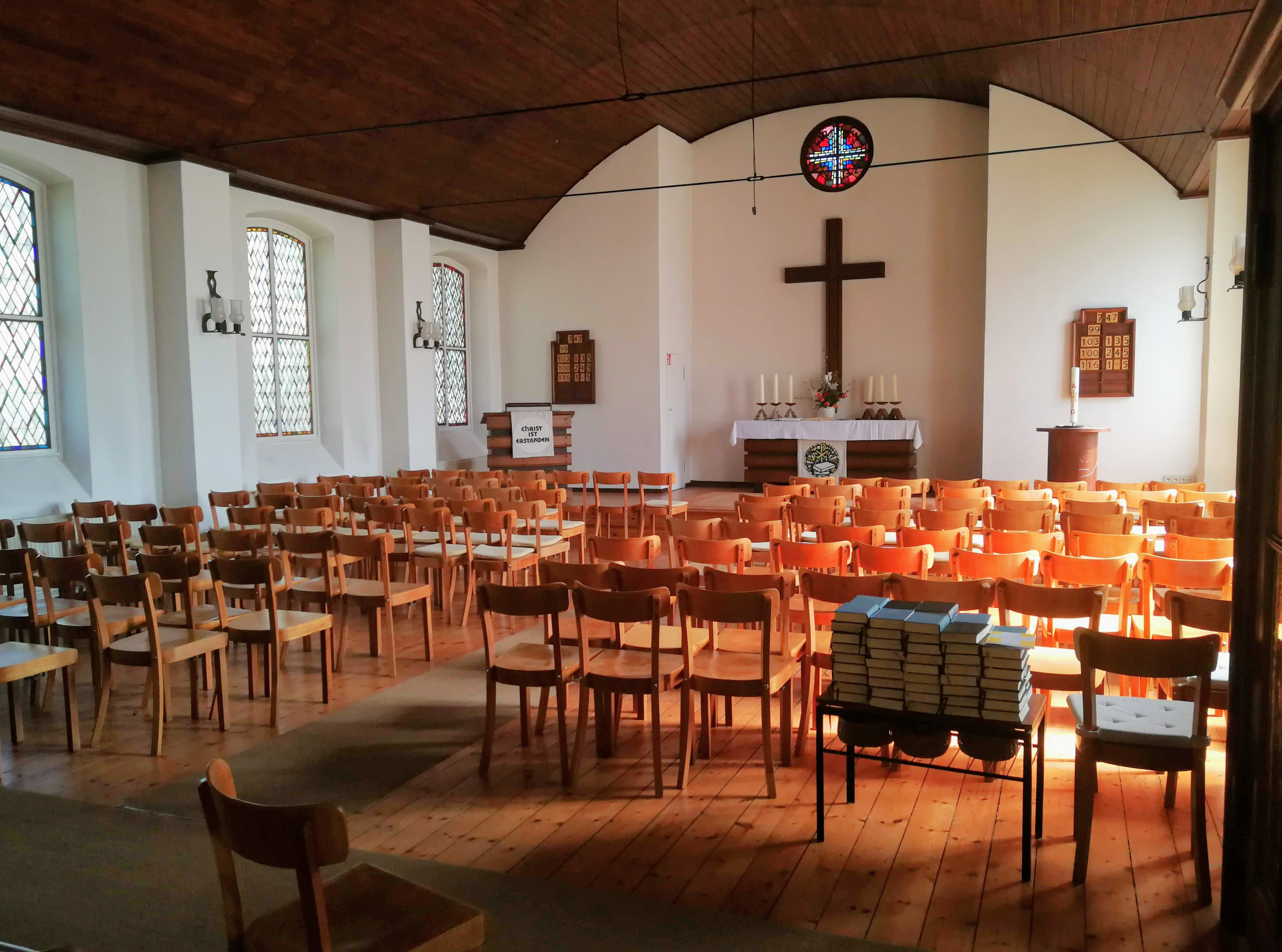
Innenraum (2019)

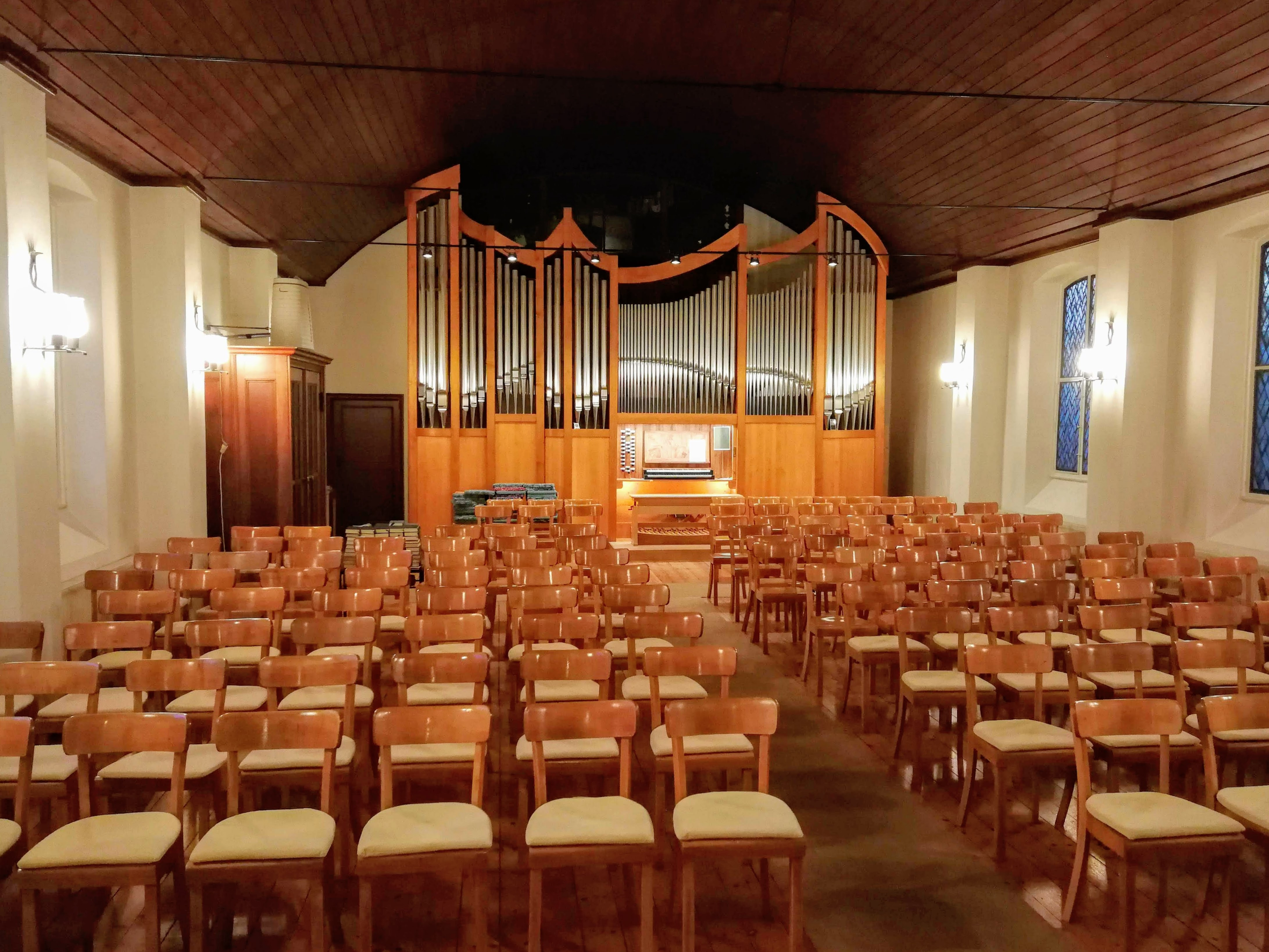
Innenraum, Blick zur Orgel

Das Gemeindezentrum weicht vom traditionellen Bild einer Kirche ab. Es besteht aus einem Gebäudekomplex, dessen zwei niedrige Gebäudetrakte, eine Saalkirche und ein Wohngebäude, im rechten Winkel zueinander angeordnet sind. Im Innenwinkel, wo die beiden Gebäudeflügel zusammentreffen, steht ein offener zweigeschossiger Glockenturm auf quadratischem Grundriss. Mit der geringen Traufhöhe und den Satteldächern passt sich das Gemeindezentrum der städtebaulichen Entwicklung an. Um Baukosten zu sparen, wurden die Außenwände des Mauerwerksbaus nicht verputzt. Die äußeren Ecken des Gebäudes sind aus Feldsteinen gemauert. Der Kirchsaal hat große Stichbogenfenster. Der Eingang befindet sich in den offen gestalteten zwei Seiten des Erdgeschosses des Glockenturms. Das Geschoss mit dem Glockenstuhl ist nach allen Seiten spitzbogig geöffnet. Bekrönt wird der Turm mit einem achteckigen eingezogenen Turmhelm. Der für 200 Personen ausgelegte Kirchenraum hat ein flach gewölbtes Tonnendach. Links und rechts des Altarbereichs befindet sich die Sakristei mit zwei Räumen. Der Altar, das Lesepult und das Taufbecken hat Otto Risse ebenfalls entworfen. Die Orgel von 2012 ist rückwärtig ebenerdig aufgestellt.

## Orgel
Die erste, nach dem  Multiplexsystem funktionierende Orgel wurde 2012 abgebaut. Die neue, angelehnt an italienische Orgeln, mit zwei Manualen, Pedal und 17 Registern stammt aus der Werkstatt von Orgelbau Rühle. 2020 wurde die noch fehlende Pedaltrompete ergänzt und das Instrument technisch überarbeitet. Es ist wie folgt disponiert:
| I Hauptwerk C–c4 |              |       |
| 1.               | Principalino | 8′    |
| 2.               | Voce umana   | 8′    |
| 3.               | Bordone      | 8′    |
| 4.               | Ottava       | 4′    |
| 5.               | Quinta       | 3′    |
| 6.               | Principalino | 2′    |
| 7.               | Quintina     | 1 ⁄2′ |

| II Schwellwerk C–c4 |                  |         |
| 8.                  | Viola die Gamba  | 08′     |
| 9.                  | Flauto a camino  | 08′     |
| 10.                 | Flauto traverso  | 04′     |
| 11.                 | Nasardo          | 08′     |
| 12.                 | Flautino         | 02′     |
| 13.                 | Terza di Nasardo | 01 3⁄5′ |
| 14.                 | Trombone B/D     | 16′     |
|                     | Tremulant        |         |

| Pedal C–f1 |             |     |
| 15.        | Contrabassi | 16′ |
| 16.        | Bassi       | 08′ |
| 17.        | Tromba      | 08′ |

- Koppeln: II/I, Super I/I, I/P, II/P

## Glocken

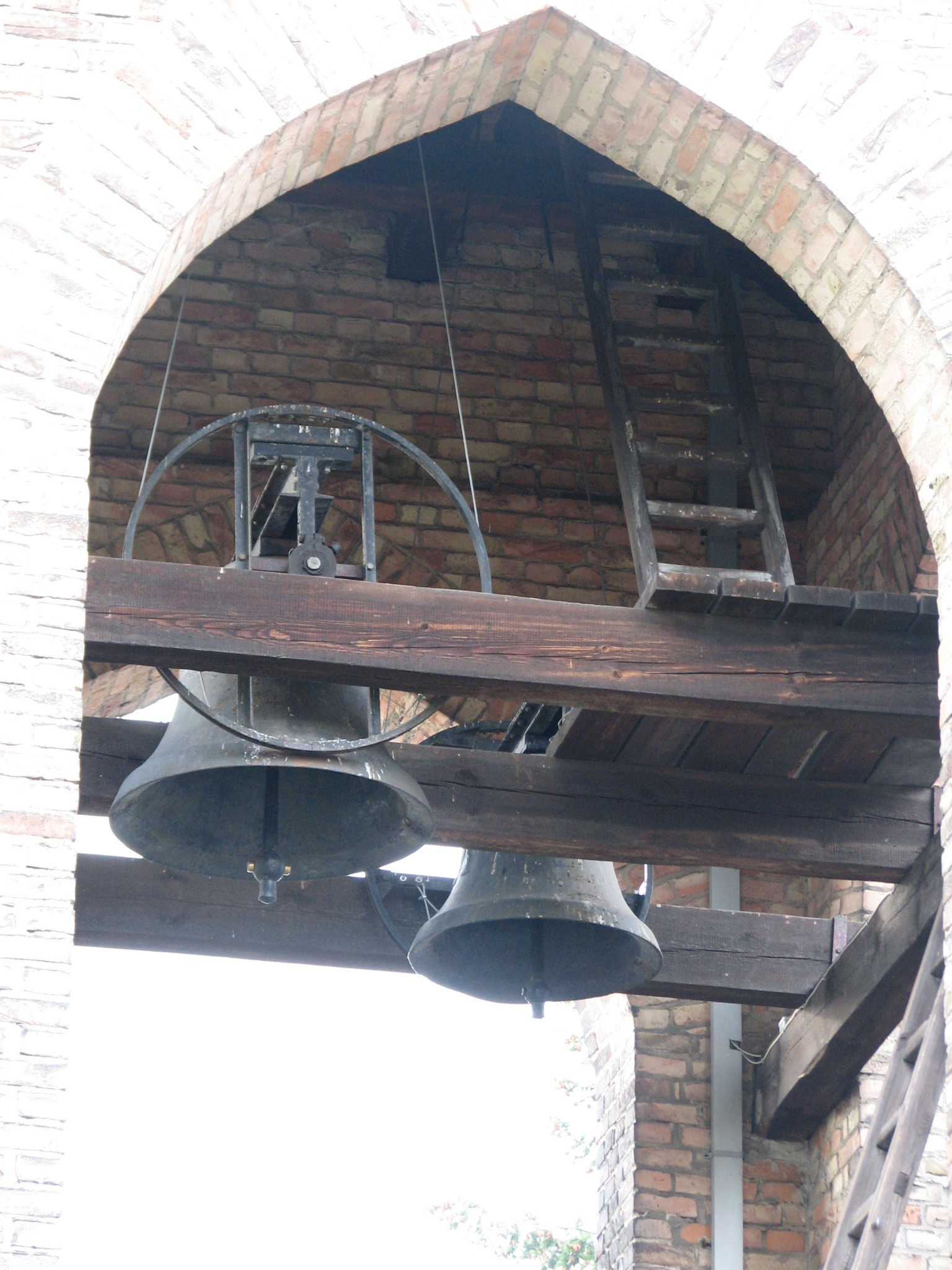
Geläut im Glockenturm

Von 1937 bis 1942 hingen zwei Bronzeglocken im Turm. Diese mussten aber, wie auch andere Glocken, für den Zweiten Weltkrieg abgegeben werden und wurden eingeschmolzen. Im Jahr 1951 wurden zwei neue Eisenhartgussglocken in der Glockengießerei in Apolda gegossen. Doch da die Lebensdauer von Eisenhartgussglocken nicht so lange wie bei Bronzeglocken ist, wurden diese im Jahr 2019 durch zwei Bronzeglocken der Firma Petit & Gebr. Edelbrock ersetzt.
| Nr. | Name      | Schlagton | Gewicht (kg) | Durchmesser (mm) | Gießer, Gussort                  | Gussjahr | Inschrift                                                                |
| --- | --------- | --------- | ------------ | ---------------- | -------------------------------- | -------- | ------------------------------------------------------------------------ |
| 1   | Rufglocke | h'        | 307          | 810              | Petit & Gebr. Edelbrock, Gescher | 2019     | DIE WELT STEHT DURCH GOTTES WORT UND DER CHRISTEN GEBET                  |
| 2   | Betglocke | d"        | 174          | 670              | Petit & Gebr. Edelbrock, Gescher | 2019     | KOMMT ZU CHRISTUS ALS LEBENDIGE STEINE ERBAUT EUCH ZUM GEISTLICHEN HAUSE |